# Alan Baker
Alan Baker, född 19 augusti 1939 i London, död 4 februari 2018 i Cambridge, var en brittisk matematiker känd för sitt arbete inom talteori, särskilt inom transcendenta tal.
Baker tilldelades Fieldsmedaljen 1970. Hans akademiska karriär startade som student vid University College London och senare Universitetet i Cambridge. Han var gästforskare vid Institute for Advanced Study mellan 1970 och 1971 och är verksam vid Trinity College, Cambridge.
Hans främsta intressen är inom transcendenta tal, logaritmisk former, diofantisk geometri och diofantiska ekvationer. 2012 valdes han in som hedersmedlem (fellow) i American Mathematical Society.